# Doryxena
Doryxena es un género de insecto coleóptero de la familia Chrysomelidae.

## Especies
Las especies de este género son:
- Doryxena geniculata Baly, 1879
- Doryxena grossa (Hope, 1831)
- Doryxena minor Kimoto, 2004
- Doryxena siva Maulik, 1936